# Siklósbodony
Siklósbodony is een plaats (község) en gemeente in het Hongaarse comitaat Baranya. Siklósbodony telt 142 inwoners (2001).